# Luis Español
Luis Español Bouché (Madrid, 31 de julio de 1964) escritor, traductor e investigador hispano-francés, autor de obras de historia y ensayo.
Antiguo alumno del Liceo Francés de Madrid, se tituló en Historia en la Universidad Autónoma de la misma capital.
Destaca por sus contribuciones relevantes sobre la obra y la vida de Julián Juderías, del que es biógrafo, habiendo desarrollado, igualmente, el concepto de leyenda negra. 
Es, también, uno de los más destacados biógrafos de Clara Campoamor, siendo clave para el conocimiento y la divulgación de su figura. En particular, Luis Español tradujo y divulgó, por primera vez, en 2001, la obra La révolution espagnole vue par une républicaine, editada por Renacimiento en 2005 y que ha sido reeditada en numerosas ocasiones. Además Luis Español publicó el primer estudio sobre Clara Campoamor como periodista, y ha organizado numerosas conferencias y charlas sobre su figura.

## Obra

### Temática principal de su obra
- Biografía de Clara Campoamor.
- Biografía de Julián Juderías.
- Biografía de Porfirio Smerdou.

- La Guerra Civil y el exilio. A destacar, su trabajo sobre el final de la Guerra Civil, el exilio de Óscar Esplá, y sus ya citados trabajos sobre Porfirio Smerdou y Clara Campoamor.
- La Monarquía y la Casa Real españolas.
- La imagen de las naciones, con sus trabajos sobre las leyendas negras, la imagen de Francia en España, o el antiamericanismo.
- Otros temas en los que ha realizado aportaciones son el duelo, el Ateneo de Madrid del que es el socio 27.672,[5] La Granja, biografías de algunos masones españoles, el pensamiento liberal de clásicos como Thoreau o las fuentes históricas del Quijote.

### Obra sobreClara Campoamor
Se deben a Luis Español Bouché algunas contribuciones relevantes sobre la figura de Clara Campoamor que completan el trabajo iniciado por sus biógrafas Concha Fagoaga y Paloma Saavedra así como la gran contribución de Beatriz Ledesma Fernández de Castillejo.
Luis Español tradujo y realizó la primera edición crítica, en 2001, de la obra La révolution espagnole vue par une républicaine. El trabajo de Español se editó en 2005, con reediciones y ampliaciones en otras cinco ediciones. A lo largo de esas seis ediciones, Español ha documentado aspectos de Clara Campoamor que no se conocían bien, tanto familiares como relativos a su formación y trayectoria.
En particular, Luis Español detalló toda su trayectoria académica, desde 1922 en que inicia su Bachillerato hasta la obtención de su licenciatura en Derecho, en diciembre de 1924, publicando los respectivos expedientes en 2018. Identificó aspectos desconocidos hasta fecha reciente sobre sus primeros estudios de mecanografía-taquigrafía, tales como el colegio donde Clara impartió durante años clases de mecanografía y taquigrafía. También le debemos la primera traducción y publicación de artículos publicados por Clara Campoamor en francés, en la prensa suiza y francesa. 
Español ha aportado información relevante sobre la familia Campoamor, estableciendo las fechas y circunstancias exactas del óbito de su padre, Manuel Campoamor, en 1898, y de su madre, Pilar Rodríguez, en Suiza. La investigación de Luis Español permitió determinar la existencia de una hermana mayor de Clara Campoamor, también llamada Clara, fallecida a la edad de dos años y ha sido el primero en determinar la identidad de algunos de sus hermanos como Elisa y Manuel. Documentó los cambios de domicilio y publicó los primeros datos contrastados en España sobre Antoinette Quinche, la familia Quinche y la vida de Clara Campoamor durante su exilio en Suiza. Determinó que Clara fue una de las primeras conductoras españolas, e incluso localizó la familia de una persona a la que Clara atropelló.
Luis Español realizó el primer estudio sobre Clara Campoamor como periodista, trabajo rápidamente completado y superado por las publicaciones de Isabel Lizárraga y Juan Aguilera Sastre.
En 2024 publicó en el diario ABC el texto que durante décadas no se había localizado de El Pensamiento Navarro, que incluía la pública y orgullosa confesión del frustrado asesino de la sufragista, quien con unos compañeros falangistas pretendió tirarla al mar, durante su viaje de Alicante a Génova.
En marzo de 2022, participó en calidad de investigador, traductor y editor de Clara Campoamor en el programa Documentos Radio Nacional de España dedicado a la sufragista.

#### Publicaciones de Luis Español en obras de Clara Campoamor o sobre Clara Campoamor
- Clara Campoamor, La revolución española vista por una republicana, seis ediciones, Sevilla, 2005, con traducción, edición y aportes documentales de Luis Español.
- Clara Campoamor, Sor Juana Inés de la Cruz, Sevilla, Renacimiento, 2021, con introducción de Luis Español.
- “Clara Campoamor, periodista”, Voz y Letra, n.º 28, vols. I y II, 2017."

### Obra sobreJulián Juderías
Luis Español es igualmente biógrafo de Julián Juderías. En particular, reeditó y prologó la obra clásica La Leyenda Negra de España de Julián Juderías.
En 2007, publicó "Leyendas Negras. Vida y obra de Julián Juderías: la leyenda negra antiamericana", trabajo que no sólo rescató del olvido a Juderías sino que aportó nuevos planteamientos acerca del concepto y la expresión "leyenda negra".

#### Publicaciones de Luis Español en obras de Julián Juderías o sobre Julián Juderías
- Luis Español, Leyendas Negras. Vida y obra de Julián Juderías: la leyenda negra antiamericana, Castilla y León, Editorial Villalar, 2007.
- Julián Juderías, La Leyenda Negra de España, Madrid, Esfera de Libros, 2014.

### Libros
- Tres Poetas Alicantinos: Miguel Hernández, Vicente Mojica y Alfredo Gómez Gil, Alicante, ECU, 2012. ISBN 978-84-15787-05-1
- La Sierra del Rincón, reserva de la biosfera: pasado y futuro de una sierra de Madrid, Madrid, Fundación para la Investigación y Desarrollo Ambiental, 2008, ISBN 978-84-89172-32-6
- Leyendas Negras: vida y obra de Julián Juderías (1877-1918): la leyenda negra antiamericana, Salamanca, Junta de Castilla y León: Consejería de Cultura y Turismo, 2007, ISBN 978-84-9718-444-1.[11]
- Franceses en el Camino, prólogo de José María Solé, presentación de Josep Corominas i Busqueta, Barcelona, Gran Logia de España, 2005, ISBN 84-609-6137-0
- Los leones del Quijote: de Juan de Austria a Guzmán el Bueno, Madrid, Cirsa, 2005, ISBN 84-89456-90-9
- Madrid 1939: del golpe de Casado al final de la Guerra Civil: el Consejo Nacional de Defensa, el principio del exilio, la Diputación Permanente en París, Madrid, Almena, 2004, ISBN 84-96170-08-X
- Nuevos y viejos problemas en la sucesión de la Corona Española: pragmática de Carlos III sobre matrimonios desiguales, derechos a la Corona de los hijos naturales, necesidad de una Ley de sucesión, Doña Teresa de Vallabriga, Madrid, Instituto Salazar y Castro: Ed. Hidalguía, 1999, ISBN 84-89851-13-1
- La Guardia y Salcidos en 1753, a partir del catastro del Marqués de la Ensenada y otros documentos censales, Madrid, San Jerónimo, 1995, ISBN 84-89611-00-9

#### Capítulos en obras colectivas
- "Oscar Esplá: la música en el exilio" en Ateneístas Ilustres, Madrid, Ateneo Científico Artístico y Literario de Madrid, 2004, ISBN 84-930992-8-7, págs. 261-270
- "Las leyendas negras" en Cátedra de Psicología de la Convivencia: convivencia y creatividad, Madrid, Ateneo de Madrid, 2004, vol 1. n.º 1, ISBN 84-89456-45-3, págs. 65-99
- “El final de la Guerra Civil”, cap. IX de Rojo y Azul: imágenes de la Guerra Civil Española, ed. de Ricardo Recio Cardona, Madrid, Almena, 1999, ISBN 84-930713-0-7, págs. 213-223

#### Ediciones, prólogos o traducciones
- Introducción a la obra de Clara Campoamor, Sor Juana Inés de la Cruz, Sevilla, Renacimiento, 2021, ISBN 978-84-18387-84-5
- Con José María Lancho, introducción y estudio previo a la obra de Julio Urbina, Lances entre caballeros, Sevilla, Ulises, 2021 ISBN 978-84-16300-82-2
- Edición del centenario del clásico de Julián Juderías, La leyenda negra de España, Madrid, La Esfera de los Libros, 2014, ISBN 978-84-9060-100-6; 2a ed. 2021,  978-84-9060-100-6
- Edición y traducción de Clara Campoamor, La revolución española vista por una republicana, Sevilla, Espuela de Plata, 2005. Col. España en Armas, N.º 2. ISBN 84-96133-55-9; 2.ª ed., 2006, ISBN 978-84-96133-87-7; 3a ed., corr. y amp., 2009, ISBN 978-84-96956-43-8; 4a ed., corr. y amp. 2011, ISBN 978-84-15177-14-2; 5a ed., corr. y amp. 2013, ISBN 978-84-15177-83-8;6a ed., corr. y amp. 2018, ISBN 978-84-17146-38-2
- Traducción de la edición de Jan de Kloe de los escritos de Oscar Esplá en Bélgica.

### Radio
Luis Español dirigió en Radio María España el espacio Historia en vivo entre 2011 y 2015.
En marzo de 2022, participó en calidad de investigador, traductor y editor de Clara Campoamor en el programa Documentos Radio Nacional de España dedicado a la sufragista.

### Artículos
- "La Leyenda Negra: una denuncia de Julián Juderías" en La Aventura de la Historia, ISSN 1579-427X, N.º 111, enero de 2008, págs. 56-61
- "Hispanistas en Madrid: la Casa de Velázquez", Madrid Histórico, ISSN 1885-5814, N.º 8, marzo-abril de 2007, págs. 91-94
- "Un Madrid de armas tomar", Madrid Histórico, ISSN 1885-5814, N.º 7, enero-febrero de 2007, págs. 62-65
- "El duelo en Madrid", Madrid Histórico, ISSN 1885-5814, N.º 1, enero-febrero de 2006, págs. 48-55
- "La biblioteca del Ateneo de Madrid", secc. Cálamo del Boletín de la Asociación de Profesores de Español, ISSN 1136-9493, N.º 43, abril-junio de 2003
- "Carlos III enamorado", La Aventura de la Historia, ISSN 1579-427X, N.º 39, enero de 2002, págs. 40-47

#### Artículos en línea
- Artículos en el portal Suite101.net
- Artículos en el periódico digital Asturias Liberal ISSN 1988-7191

#### Artículos en colaboración
Con José María Lancho “El duelo: la relevancia ideológica en la realización del Derecho” en Revista Jurídica del Notariado, ISSN 1132-0044, n.º 48 oct-dic 2003, págs. 59-79

#### Reseñas de libros
- Escribiendo sobre escritos, reseñas publicadas en La Aventura de la Historia.

### Ensayos
- La independencia del caníbal y los estados caníbales (2002) ensayo sobre el concepto de independencia entendido como principio de impunidad.
- Corea del Norte, el reino de los Kim (2002).